# Siddharta (hudební skupina)
Siddharta je slovinská hudební skupina, řazená obvykle k alternativnímu nebo progresivnímu rocku. Založena byla roku 1995 v Lublani. Nazvána je podle románu Siddharta Hermanna Hesseho. Hlavní osobností kapely je zpěvák a kytarista Tomi Meglič. V prvních letech kapela obohacovala rockový zvuk o saxofon, od toho ale později ustoupila. První studiové album vydala v roce 1999, pod "freudovským" názvam Id. Záhy začala sbírat slovinská ocenění (Zlati petelin, Viktor, Bumerang). 13. září 2003 hrála kapela v Lublani již pro 30 000 lidí. Mezinárodní průlom znamenal rok 2005, kdy Siddharta vydala anglickou verzi alba Rh- a získala MTV European Music Award jako nejlepší jadranský projekt.

## Diskografie

### Studiová alba
- Id (1999)
- Nord (2001)
- Rh- (2003)
- Petrolea (2006)
- Saga (2009)
- VI (2011)
- Infra (2015)
- Ultra (2015)
- Nomadi (2018)